# 特選!Jリーグウィニングマッチ
特選!Jリーグウィニングマッチは、日テレジータスで不定期に放送されるJリーグの番組である。

## 概要
1993年から開始されたJリーグではこれまで数多くの名勝負が展開された。その中から日本テレビ放送網が運営に携わっていた当時のヴェルディ川崎（現東京ヴェルディ）のJリーグ黎明期の試合映像のほか、過去のリーグ戦のレギュラーシーズン優勝決定試合（Jリーグチャンピオンシップも含む　1999年以後はJ1リーグの試合対象）、Jリーグカップ決勝戦の試合を中心に、当時の主力選手が自ら解説を担当してその当時の感想を語り合う。
毎回90分放送されるが、延長戦（Vゴール方式）の試合があるので部分的に編集している。映像はJリーグメディアプロモーション（旧・Jリーグ映像）が製作したものをそのまま再生し、それを見ながら当事者である選手や日本テレビのアナウンサー（インタビュアー）が解説を加える。なおJリーグ初期のヴェルディ戦の試合については一部日テレで初回放送された映像・実況をそのまま使う場合がある。

## 関連番組
- Jリーグ中継
- ウルトラJ